# کن چپمن (بازیکن فوتبال، زاده۱۹۴۸)
کن چپمن (انگلیسی: Ken Chapman؛ زادهٔ ۱۶ نوامبر ۱۹۴۸) بازیکن فوتبال اهل بریتانیا است.
از باشگاه‌هایی که در آن بازی کرده‌است می‌توان به باشگاه فوتبال گریمزبی تاون اشاره کرد.